# チェ・ミンシク
チェ・ミンシク（朝: 최민식、1962年4月27日 - ）は、韓国の俳優。本貫は全州崔氏。2000年代の韓国映画ルネッサンスを牽引した俳優のひとりとして、ソン・ガンホ、ソル・ギョングらと並び称される。
また韓国映画界の重鎮として、俳優やスタッフから多くの尊敬を集めている。

## 来歴
高校在学中に劇団「根」に研究団員として入団。1990年、KBSのドラマ『野望の歳月』に出演し、一躍スターになる。1999年、映画『シュリ』でパク・ムヨン役を演じ、韓国のアカデミー賞にあたる大鐘賞の主演男優賞を受賞した。2002年には、カンヌ国際映画祭監督賞を受賞した『酔画仙』に主演。2004年、カンヌ国際映画祭グランプリを受賞した『オールドボーイ』に主演し、青龍映画賞と大鐘賞の主演男優賞を受賞した。『オールド・ボーイ』は今日でもチェ・ミンシクを代表する作品の一つと評価される。
その後も『悪魔を見た』、『新しき世界』などノワール映画によく出演。興行的にも好成績を収めた。『悪いやつら』の制作当時はタイプロールに難色を示していたが、監督に「既存のギャングとは異なる、珍しいキャラクターだから」と説得されたことで、出演を決心したという。
2014年の主演映画『バトル・オーシャン 海上決戦』は韓国映画史上で歴代最多となる1,761万人の観客動員を記録し、自身も3度目となる大鐘賞の主演男優賞を受賞した。
2022年Disney+のオリジナル韓国ドラマ『カジノ』で、26年ぶりにドラマ主演を果たしている。

## 出演作品

### 映画
- 九老アリラン（朝鮮語版）（1989年）
- 墜落するものには翼がある（朝鮮語版）（1989年）
- 私たちの愛このまま（朝鮮語版）（1992年）
- われらの歪んだ英雄（1992年）
- サラは有罪（1993年）
- ママと星とイソギンチャク（1995年）
- ナンバー3（朝鮮語版）（1997年）
- クワイエット・ファミリー（朝鮮語版）（1998年）
- シュリ（1999年）
- ハッピーエンド（1999年）
- アナーキスト（2000年）
- パイラン（2001年）
- 酔画仙（2002年）
- オールド・ボーイ（2003年）
- ブラザーフッド（2004年）
- 春が来れば（2004年）
- 親切なクムジャさん（2005年）
- クライング・フィスト（2005年）
- ヒマラヤ、風がとどまる所（2008年）
- 悪魔を見た（2010年）
- リーフィー：庭を出た雌鳥（마당을 나온 암탉、2011年）：声の出演
- 悪いやつら（2012年）
- 新しき世界（2013年）
- LUCY/ルーシー（2014年）
- バトル・オーシャン 海上決戦（2014年）- イ・スンシン（李舜臣）役
- 隻眼の虎（2015年）
- ザ・メイヤー 特別市民(2017年)
- 沈黙、愛（朝鮮語版）(2017年)
- 世宗大王 星を追う者たち（2019年）- チャン・ヨンシル役
- Heaven: To The Land of Happiness（2020年）
- 不思議の国の数学者（英語版）（2022年） - イ・ハクソン役
- 破墓/パミョ（2024年） - サンドク役[4]

### テレビドラマ
- 野望の歳月（朝鮮語版）（1990年、KBS）
- ソウルの月（朝鮮語版）（1994年、MBC）
- 一人目覚める朝（1994年）
- また会う時まで（朝鮮語版）(1995年、SBS)
- パパは市長さん（朝鮮語版）（1996年、SBS）
- 絆（1996年）
- 一月
- 彼らの抱擁（朝鮮語版）（1996年）
- ミス＆ミスター（朝鮮語版）（1997年、SBS）
- 愛と離別（朝鮮語版）（1997、MBC）
- 白夜（1998年）
- カジノ（2022年）

## 受賞歴
- KBS演技大賞 新人賞（1990年）
- 第36回大鐘賞 主演男優賞（『シュリ』、1999年）
- 第38回アジア太平洋映画祭 主演男優賞（『ハッピーエンド』、2000年）
- 第35回百想芸術大賞 主演男優賞
- 第4回ドービルアジア映画祭 最優秀主演男優賞
- 第22回青龍映画賞 主演男優賞（『パイラン』、2002年）
- 第24回青龍映画祭 主演男優賞（『オールド・ボーイ』、2004年）
- 第41回大鐘賞映画祭 主演男優賞（『オールド・ボーイ』、2004年）
- 第51回大鐘賞映画祭 主演男優賞（『鳴粱』、2014年）